# Doratonotus megalepis
Doratonotus megalepis là loài cá biển duy nhất thuộc chi Doratonotus trong họ Cá bàng chài. Loài cá này được mô tả lần đầu tiên vào năm 1862.

## Phạm vi phân bố và môi trường sống
D. megalepis có phạm vi phân bố rộng khắp Đại Tây Dương, đông đúc ở bờ tây và thưa thớt ở bờ đông. Ở bờ tây, từ Bermuda và phía nam bang Florida (Hoa Kỳ), D. megalepis được ghi nhận trên khắp vịnh Mexico và biển Caribe; ở phạm vi phía nam, D. megalepis xuất hiện ở ngoài khơi bờ biển Brasil (trải dài đến bang Santa Catarina), bao gồm quần đảo Fernando de Noronha và đảo san hô Rocas; ở bờ đông, D. megalepis chỉ được biết đến tại São Tomé và Príncipe và Cape Verde.
D. megalepis sinh sống trong các thảm cỏ biển, đặc biệt là chi Thalassia, ở độ sâu đến ít nhất là 15 m.

## Mô tả
Chiều dài cơ thể tối đa được ghi nhận ở D. megalepis là 9,4 cm. Đây là một loài lưỡng hình giới tính: cá đực thường sẫm màu và có kích thước lớn hơn cá cái.
Cơ thể của D. megalepis có nhiều kiểu màu: màu nâu đỏ hoặc da cam lốm đốm, nhưng thường thấy nhất là màu xanh lục nhạt. Hai bên thân có các hàng đốm nâu lớn, với nhiều hàng chấm trắng chồng lên trên. Má có một đốm trắng.
Số gai ở vây lưng: 9; Số tia vây ở vây lưng: 10; Số gai ở vây hậu môn: 3; Số tia vây ở vây hậu môn: 9; Số tia vây ở vây ngực: 11 - 12.

## Sinh thái
Thức ăn của D. megalepis là những thủy sinh không xương sống và cá bột.

## Đánh bắt
D. megalepis được nhắm mục tiêu bởi ngành buôn bán cá cảnh.